# شهریارک یاپ
شهریارک یاپ (نام علمی: Monarcha godeffroyi) نام یک گونه از سرده شهریارک‌های اصلی است.